# Chi Shu-ju
Chi Shu-ju (紀淑如S; 27 novembre 1982) è un'ex taekwondoka taiwanese.

## Palmarès

### Olimpiadi
- 1 medaglia:
  - 1 bronzo (Sydney 2000 nei 49 kg)

### Mondiali
- 2 medaglie:
  - 2 ori (Hong Kong 1997 nei pesi mosca; Edmonton 1999 nei pesi mosca)